# Grün-Ökologisches Netzwerk Arche
Das Grün-ökologisches Netzwerk Arche in der Evangelischen Kirche, kurz Arche genannt, war ein Umweltschutz-Netzwerk in der DDR, das Anfang Januar 1988 in der Wohnung von Carlo Jordan zur Koordination von oft isoliert voneinander arbeitenden Umweltgruppen und Umweltbibliotheken gegründet wurde. Der Name wurde in Anlehnung an die dänische Umweltorganisation NOAH-Friends of the Earth Denmark gewählt.

## Ziele
Ziele waren die Verbesserung des Informationsaustausches, die Vernetzung und die Koordinierung gemeinsamer Aktionen zum Schutz der Umwelt sowie die Überwindung von organisatorischen Problemen und Konzeptionsschwächen innerhalb des Netzwerkes. Darüber hinaus unterstützte Arche die fachliche und methodische Bildungsarbeit der oft isoliert voneinander arbeitenden Gruppen und Gemeinden thematisch und wissenschaftlich. Konkret sollten durch eine Koordinierung der Gruppen Umweltuntersuchungen möglich werden.

## Interne Organisation
Gegliedert war das Netzwerk in Regionalgruppen, deren Sprecher regelmäßig zu Treffen zusammenkamen. Netzwerkknoten gab es in Erfurt, Halle, in der Lausitz, in Vorpommern (Greifswald), Kontakte auch in Dresden und Leipzig. Außerdem gab es selbständig arbeitende Projektgruppen zu Themen wie Müllexporte der Bundesrepublik in die DDR, deren Sondermüll-Deponien und Müllverbrennungsanlagen technisch veraltet waren, Luftreinhaltung (Film Bitteres aus Bitterfeld), Humanökologie, umweltverträgliches Wirtschaften, Umweltrecht und Hilfe für Ausreiseantragsteller. Mit letzteren arbeitete die Arche auch nach deren Ausreise in die Bundesrepublik häufig weiter zusammen.

## Bildungsprozess
Auseinandersetzungen gab es von Beginn zwischen der Arche und der Berliner Umwelt-Bibliothek (UB), obwohl beide unter dem Dach der evangelischen Kirche arbeiteten. Nach Meinung der UB brauchten autonome Gruppen keine Funktionäre, sondern Basisdemokratie. Ihre Arbeitsweise war in der Gruppe eher prozessorientiert, Vernetzung sollte passiv stattfinden. Beim stärker ergebnisorientierten Netzwerk Arche wollte man das Fahrrad nicht neu erfinden und trieb die Vernetzung aktiv voran. Ein Teil der Mitglieder des Netzwerkes war zuerst auch Mitglied in der UB, wurden jedoch später aus der UB ausgeschlossen. Ob dies aus strukturellen oder Konkurrenzgründen geschah, bleibt umstritten.

## Nachfolgeorganisationen
Mit den politischen Veränderungen während der Wende 1989 entstanden als Nachfolgeorganisationen:
- Grüne Liga
- einige grüne Parteien

Einzelne Gruppen der Arche bestanden mit gewandeltem Aufgabengebiet innerhalb der evangelischen Kirche noch über die 90er-Jahre hinaus.

## Veröffentlichungen

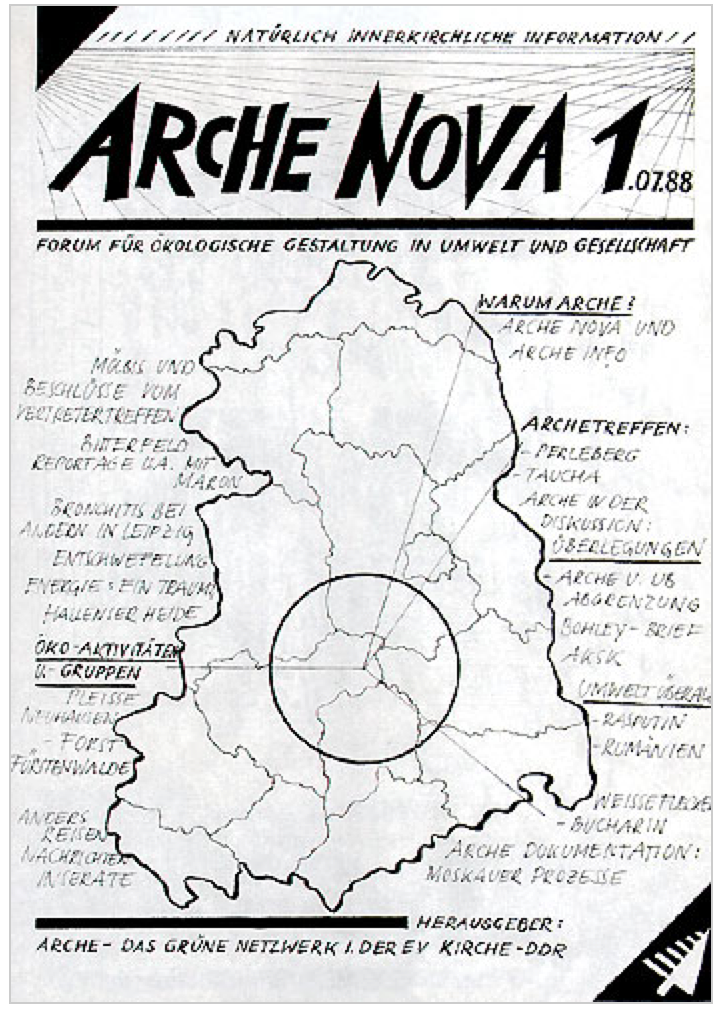
Titelblatt der Arche Nova, Heft 1, mit dem Schwerpunktthema Bitterfeld

Das Netzwerk Arche gab im Eigenverlag die Zeitschriften „Arche-Info“ und „Arche Nova“ heraus. Von „Arche Nova“ erschienen insgesamt fünf Ausgaben: Nr. 1 im Juli 1988 mit dem Schwerpunkt Bitterfeld, Nr. 2 im Oktober zum Waldsterben, Nr. 3 im Februar 1989 über zerfallende Altstädte, Nr. 4 im April über Energie und Nr. 5 im Januar 1990 über Massentierhaltung. 
Bekannt wurde der von arche-Mitgliedern im Juni 1988 gedrehte und in Auszügen über das „Westfernsehen“ ausgestrahlte Film Bitteres aus Bitterfeld.